# Cantel

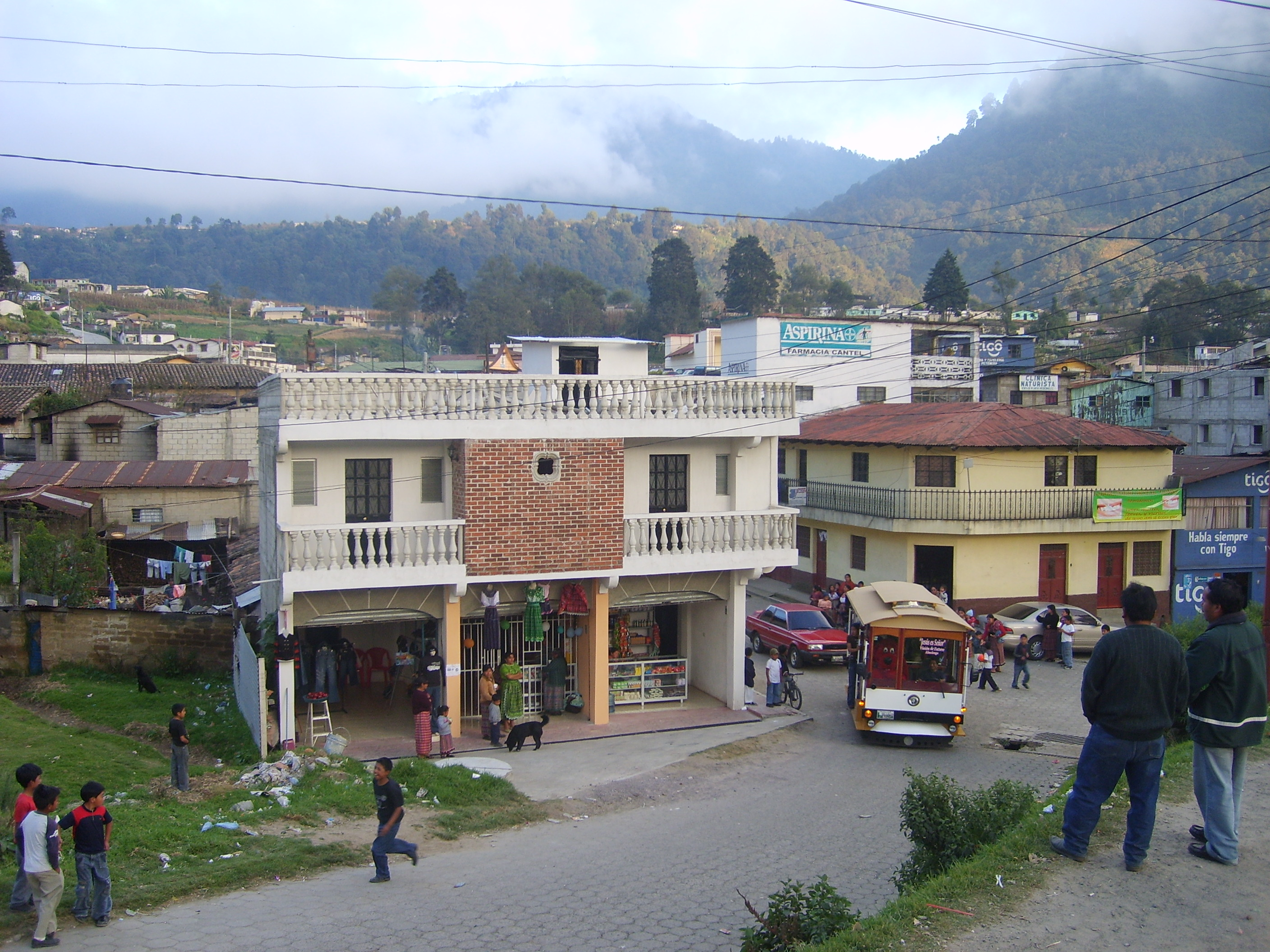
Cantel a partir duma estrada principal Quetzaltenango - Retalhueu

Cantel é uma cidade do departamento de Quetzaltenango, Guatemala, localizada a este da cidade de Quetzaltenango. Localiza-se a uma cota de 2370 m, abrange uma superfície de 22 km² e tem uma população de 32 221 pessoas.